# Beilschmiedia robusta
Beilschmiedia robusta är en lagerväxtart som beskrevs av C.K. Allen. Beilschmiedia robusta ingår i släktet Beilschmiedia och familjen lagerväxter. Inga underarter finns listade i Catalogue of Life.